# Exchange Place (estación PATH)
Exchange Place es una estación en el sistema ferroviario Port Authority Trans–Hudson (PATH) en el vecindario Paulus Hook de Jersey City, condado de Hudson, Nueva Jersey. La estación se encuentra en la línea Newark-World Trade Center entre Newark Penn Station y World Trade Center durante toda la semana y en la línea Hoboken-World Trade Center durante el día de lunes a viernes para dar servicio a la Terminal Hoboken. Exchange Place brinda acceso a la costa de Jersey City y una estación en el tren ligero Hudson–Bergen, donde hay conexiones disponibles a Bayonne y North Bergen.
La estación Exchange Place abrió el 19 de julio de 1909 como parte de la apertura original del Ferrocarril Hudson y Manhattan entre la antigua terminal del Ferrocarril de Pensilvania en Exchange Place y la Terminal Hudson. La sede de la estación fue reconstruida en 1989. La estación Exchange Place se inundó después de los ataques del 11 de septiembre y estuvo cerrada hasta el 29 de junio de 2003, cuando se convirtió en una terminal temporal. El servicio volvió al World Trade Center el 23 de noviembre.

## Historia

### Estación original
La estación Exchange Place original se inauguró el 19 de julio de 1909 en el extremo occidental de Downtown Hudson Tubes, junto a la estación de ferrocarril de Pensilvania y la terminal de transbordadores. La entrada y las plataformas sobre el suelo se renovaron a fines de la década de 1960 y principios de la de 1970 después de que la Autoridad Portuaria de Nueva York y Nueva Jersey se hizo cargo de las operaciones del Ferrocarril Hudson y Manhattan.
Un descarrilamiento el 26 de abril de 1942 en esta estación resultó en cinco muertos y más de 200 heridos. En ese incidente, el operador del tren Louis Vierbucken fue acusado de homicidio involuntario, ya que estaba bajo la influencia del alcohol. Los registros judiciales relatan que "comenzó a ir cada vez más rápido, sin tener en cuenta las señales de advertencia y las curvas" y luego el tren descarriló en la estación.

### En la actualidad

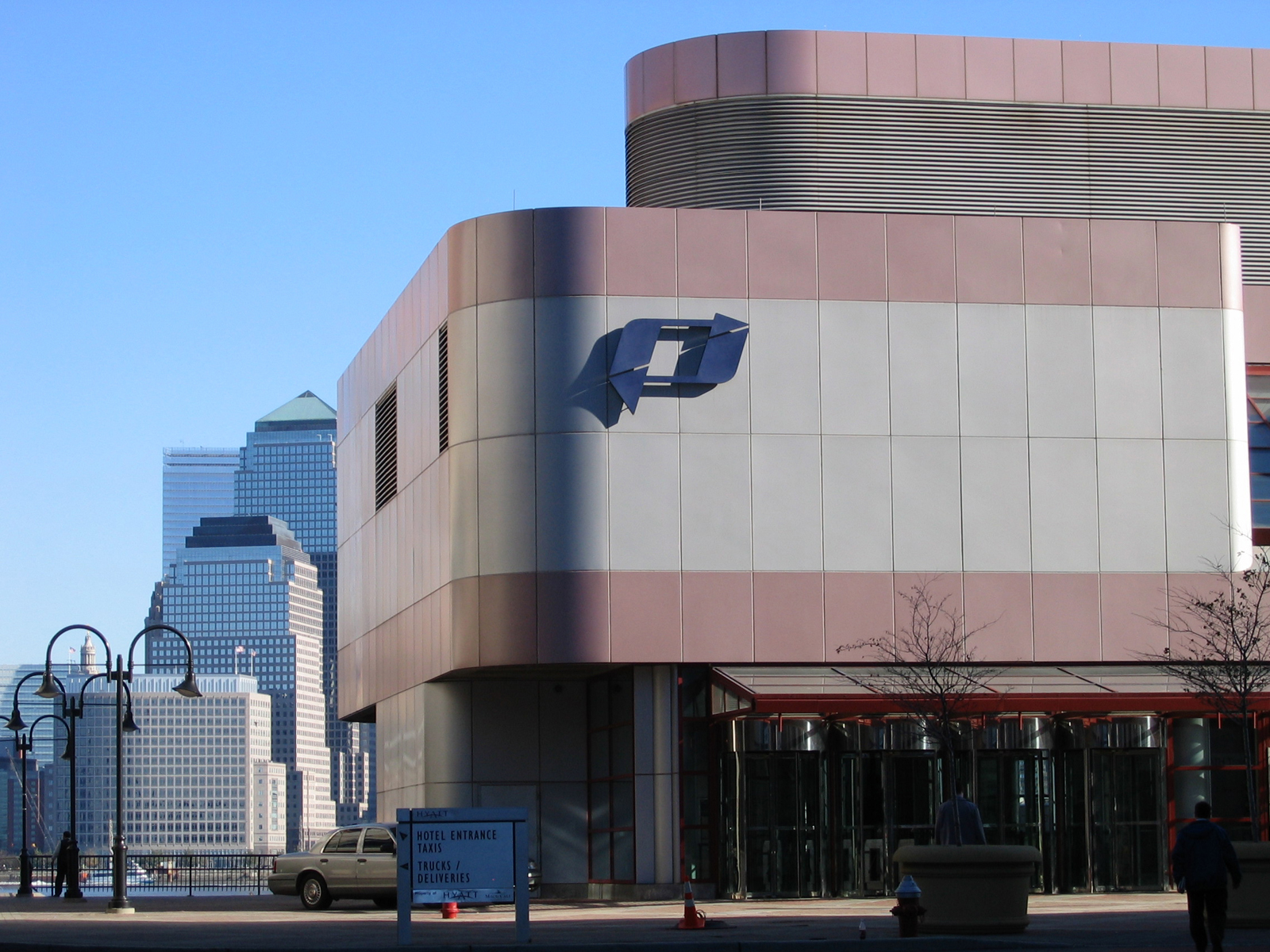
Exterior de la estación Exchange Place

El pabellón de entrada de la estación actual en Exchange Place se construyó a un costo de 66 millones de dólares, y se inauguró el 13 de septiembre de 1989. En ese momento, el área circundante de Paulus Hook estaba comenzando a revitalizarse con la construcción de un nuevo edificio de oficinas. En abril de 1994, se abrió una nueva entrada a la estación Exchange Place haciendo accesible la estación ADA. La nueva entrada estaba acristalada y presentaba dos ascensores que conducían a un pasillo de nivel inferior de 19 m hacia abajo, desde donde otro ascensor descendía la corta distancia hasta el nivel del andén.
La estación Exchange Place se cerró como resultado de los ataques del 11 de septiembre de 2001, debido a daños por agua. Antes de los ataques, la estación atendía a 16 000 pasajeros diarios. La estación del World Trade Center también fue crucial, ya que esa estación contenía un bucle que permitía a los trenes dar la vuelta y cambiar de dirección. Se instaló una nueva vía a un costo de 160 millones de dólares, que incluía un enclavamiento para permitir que los trenes cambiaran de vía, lo que permitía que los trenes terminaran en Exchange Place.  Mientras la estación estaba cerrada, las plataformas de la estación de ocho vagones de largo se alargaron en dos vagones para que pudieran acomodar trenes de 10 vagones. El 29 de junio de 2003, la estación PATH de Exchange Place reabrió, restaurando los servicios a Newark y Hoboken. El 23 de noviembre de 2003, se restableció el servicio en el sitio del World Trade Center con la reapertura de la estación del World Trade Center.
En febrero de 2006, la Administración de Seguridad en el Transporte (TSA, por sus siglas en inglés) estableció un proyecto piloto para probar controles de seguridad al estilo de los aeropuertos en la estación Exchange Place.
En 2012, la estación fue inundada por 49 210 m³ de agua salada del río Hudson, que se había desbordado como consecuencia del huracán Sandy. El PANYNJ anunció más tarde un proyecto de resiliencia en el que planeaba reemplazar las puertas y ventanas giratorias de vidrio que rodean los torniquetes con un muro de concreto de siete pies de alto y vidrio de acuario de varias pulgadas de espesor. El proyecto incluiría en la instalación de dos cortinas de Kevlar.
En junio de 2019, la Autoridad Portuaria dio a conocer el Plan de Mejora de PATH. Como parte del plan, se agregarán dos corredores cruzados adicionales en Exchange Place. Se espera que la construcción de los corredores transversales se complete para 2022.

## Atracciones cercanas
- 30 Hudson Street
- Central Eléctrica Feroviaria de Hudson y Manhattan